# Gorintō
Gorintō (五輪塔) (« tour à cinq anneaux ») est le nom d'un type japonais de pagode bouddhiste qui aurait été adopté en premier par les sectes Shingon et Tendai au milieu de l'époque de Heian. Utilisé à des fins commémoratives ou funéraires, il est donc fréquent dans les temples bouddhistes et les cimetières. Il est aussi appelé gorinsotōba ou gorinsotoba (五輪卒塔婆) (« stūpa à cinq anneaux ») ou goringedatsu (五輪解脱),, dans lequel le mot sotoba est une translittération du mot sanskrit stūpa.

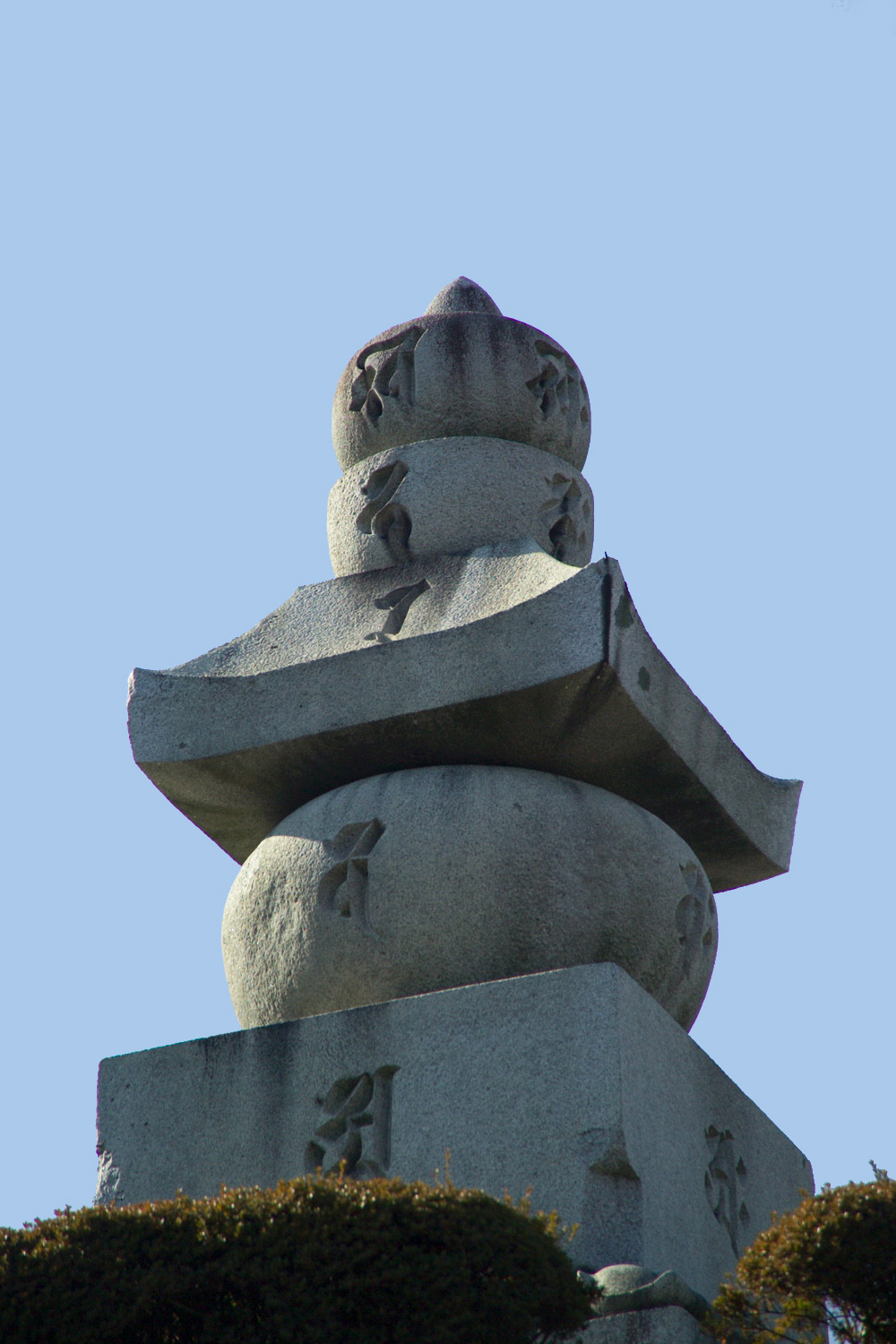
Un gorintō au sommet du Mimizuka avec inscriptions en sanskrit.

Le stūpa est à l'origine une structure ou un autre édifice sacré contenant une relique de Bouddha ou d'un saint puis il a été progressivement stylisé de diverses manières et sa forme peut changer passablement en fonction de l'époque et du pays où il se trouve. Des bandes offertoires de bois avec cinq subdivisions et couvertes d'inscriptions complexes appelées aussi sotoba se trouvent souvent sur les tombes dans les cimetières japonais (voir photo ci-dessous). Les inscriptions portent un sūtra ainsi que le nom posthume du défunt. Ces bandes peuvent être considérées comme des variantes de stūpa.

## Structure et signification

Les parties d'un gorintō.

Dans toutes ses variations, le gorintō comprend cinq anneaux (bien que ce nombre peut être souvent difficile à déceler sous la décoration), chacun ayant l'une des cinq formes symboliques des cinq éléments, (ahābhūta en sanskrit, ou godai en japonais) : l'anneau de terre (cube), l'anneau de l'eau (sphère), l'anneau du feu (pyramide), l'anneau de l'air (croissant) et l'anneau de l'éther (ou de l'énergie, ou du vide). Les deux derniers anneaux (air et l'éther) sont visuellement et conceptuellement unis dans un seul sous-groupe. La dernière forme, l'éther, est celle qui change le plus selon le pays et au Japon, elle est proche de celle d'une fleur de lotus. Les anneaux expriment l'idée qu'après leur mort physique, nos corps reviennent à leur forme originale élémentaire. Les gorintō sont généralement faits de pierre, mais il en existe en bois, en métal ou en cristal.

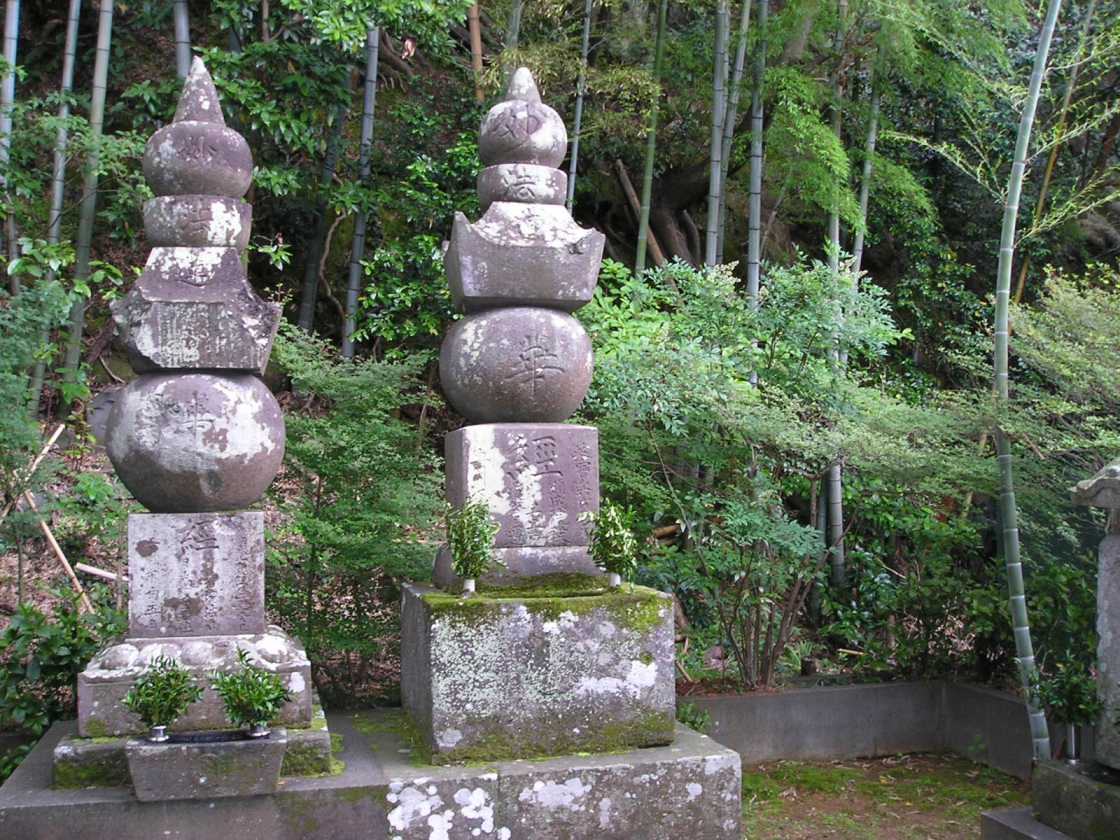
Gorintō portant des gravures du Sutra du lotus.

Sur chaque tronçon sont souvent sculptées de haut en bas les lettres en sanskrit kha (vide, ou Kū (空) en japonais), ha (« air », ou fū (風)), ra (« feu », ou ka (火)), va (« eau », ou sui (水)) et a (« terre », ou chi (地)), dans les formes picturales, au dos est représentée la seule lettre sanscrite BAM du bouddha Vairocana indiquant ainsi que le bouddha, l'esprit est une partie intégrante de chaque élément et dans les temples Nichiren et Tendai, un gorintō portera souvent gravé le Sūtra du Lotus (妙法蓮華経, myōhō-renge-kyō) (voir photo).
En tant que symbole, le gorintō appartient au mikkyō (密教) littéralement « enseignement secret », terme souvent traduit par « bouddhisme ésotérique »), mot japonais qui renvoie aux pratiques du bouddhisme ésotérique de l'école Shingon et les pratiques correspondantes qui font partie de l'école Tendai. Dans ces disciplines ésotériques, les deux premières formes (le cube et la sphère) représentent la doctrine la plus parfaite et sont censées contenir en elles-mêmes les trois autres. Ensemble elles représentent le jutsuzaikai (実在界) (lit. « monde réel »), qui est le domaine de la compréhension parfaite, tandis que les autres constituent le henkai (変界) (lit. « monde de la mutation »)，c'est-à-dire le monde de l'impermanence qui comprend le genshōkai (現象界), le monde dans lequel nous vivons.
À un second niveau de la symbolique, chaque partie du gorintō représente également un élément de changement à la fois dans le jutsuzaikai et le henkai.
- Le symbole le plus important mêle la forme d'un croissant, qui représente la sagesse, avec un triangle, qui représente le principe[3]. La fusion de ces qualités dans le genshōkai et le henkai représente la perfection, ou «  bouddhéité[3] ».
- Le croissant de l'eau qui représente la réceptivité[3] est similaire à une tasse prête à recevoir des cieux[3].
- Le triangle est un point de transition entre deux mondes et en tant que tel représente à la fois l'unification et le mouvement[3]. Il indique l'activité nécessaire pour atteindre l'Illumination[3].
- Le cercle représente l'achèvement ou la réalisation de la Sagesse[3].
- Le carré est le symbole des quatre éléments[3].

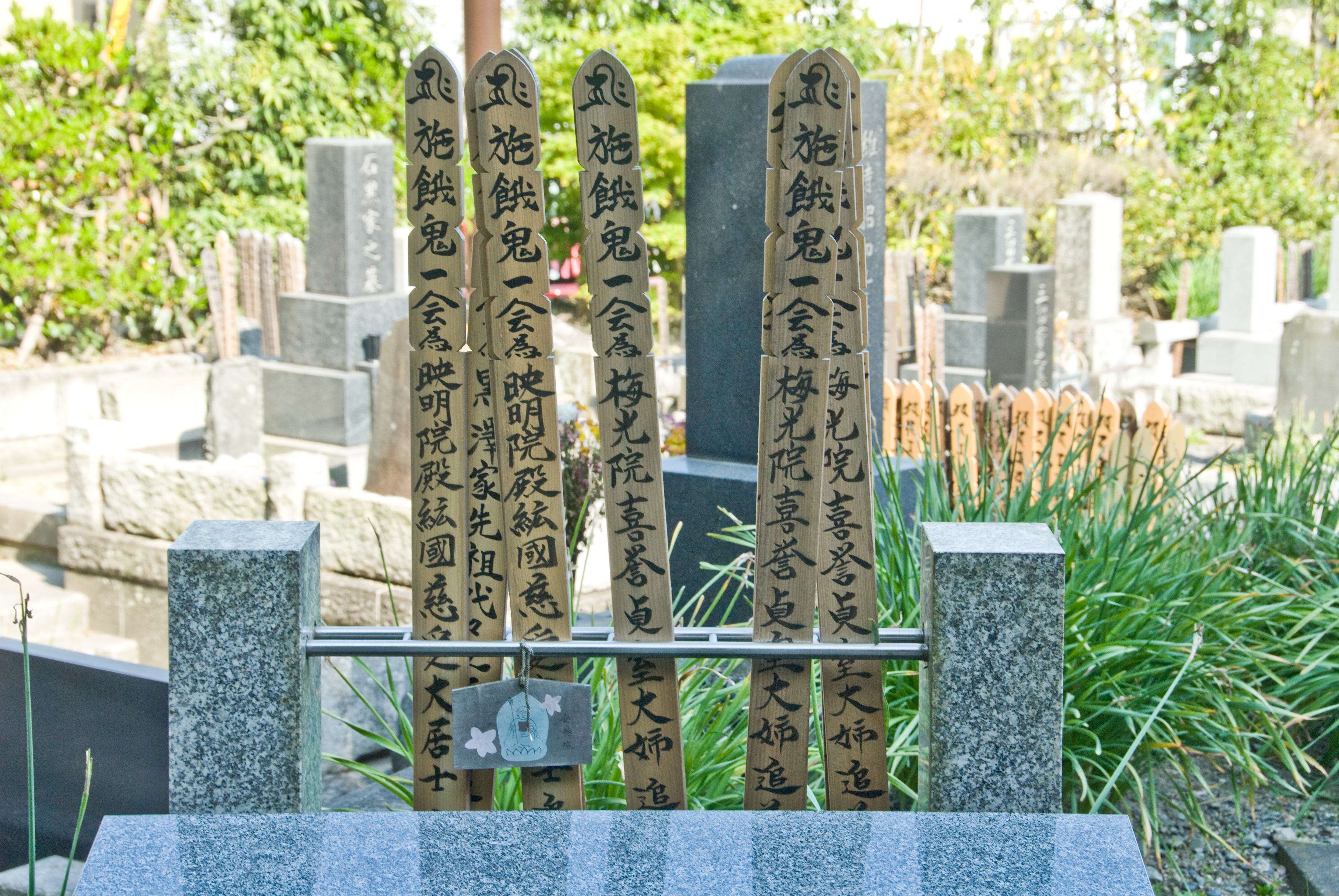
Quelques sotoba en bois sur une tombe. On remarque la division en cinq sections.

À un dernier niveau de la symbolique, les formes représentent l'ordre dans lequel l'étudiant(e) progresse dans ses études spirituelles.
- Le carré constitue la base, la volonté d'atteindre la perfection[3].
- Le cercle est l'obtention de l'équanimité[3].
- Le triangle représente l'énergie créée à la poursuite de la vérité[3].
- Le croissant représente le développement de l'intuition et de la prise de conscience[3].
- La forme la plus haute représente la perfection[3].

## Histoire dugorintōau Japon
La théorie des cinq éléments est née en Inde mais le développement du gorintō japonais montre la profonde influence du mikkyo, et en particulier de Kūkai et de Kakuban (en). Le gorintō semble avoir commencé à être utilisé durant la seconde moitié de l'époque de Heian. Les plus anciens exemples connus se trouvent à Chūson-ji, préfecture d'Iwate. Ils constituent un mélange de gorintō et de hōtō (tour bouddhiste à deux niveaux) et remontent à 1169. Ils sont devenus d'usage courant à l'époque de Kamakura et sont encore largement utilisés aujourd'hui pour les monuments commémoratifs et les tombeaux, en particulier — mais pas exclusivement — dans les temples bouddhistes. Le gorintō est par exemple la forme traditionnelle de pierre tombale utilisée dans le bouddhisme Shingon.

## Galerie d'images

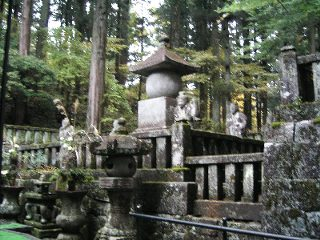
Tombeau de Tenkai
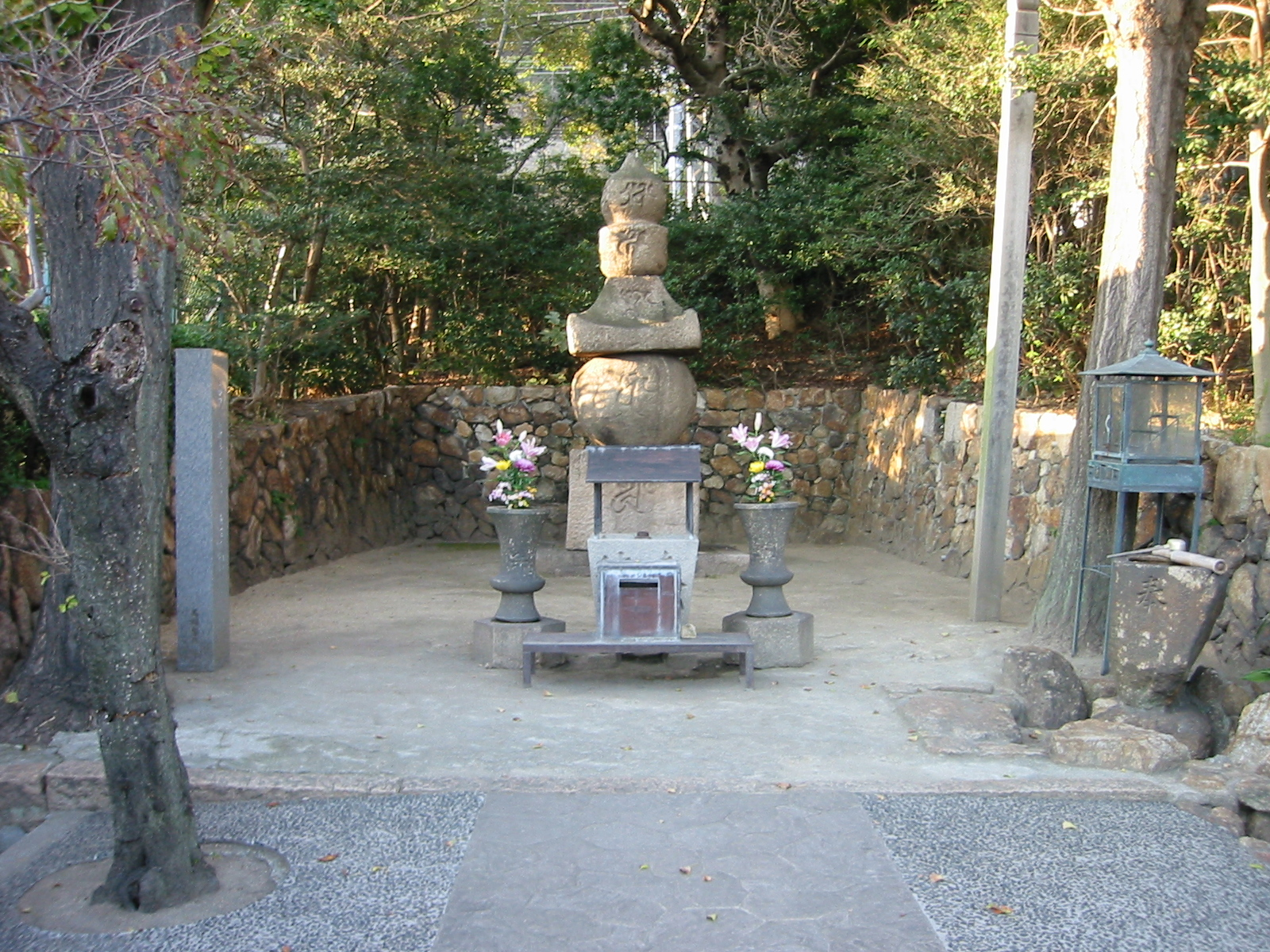
Tombe présumée de Taira no Atsumori, Suma près de Kobe
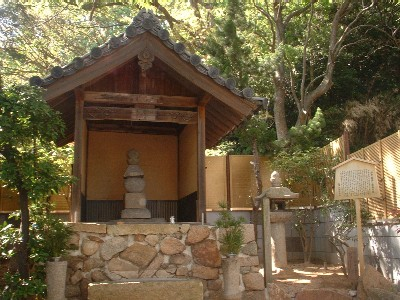
Autre tombe présumée de Taira no Atsumori
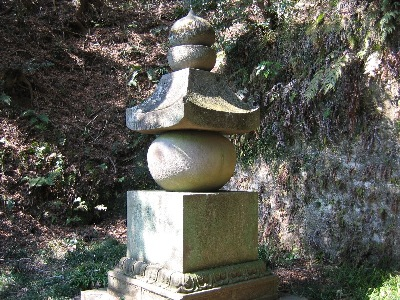
[Quoi ?] [Où ?]
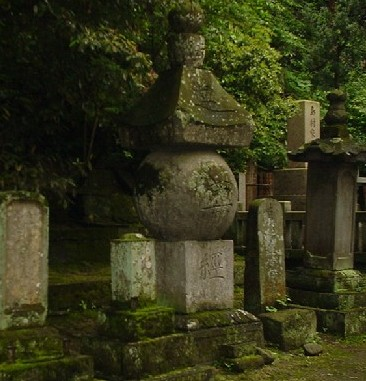
Temple Myohonji de la grande pagode aux cinq anneaux, Kamakura
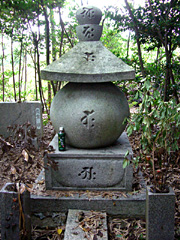
Gorintō moderne, ville de Kibichūō, préfecture d'Okayama
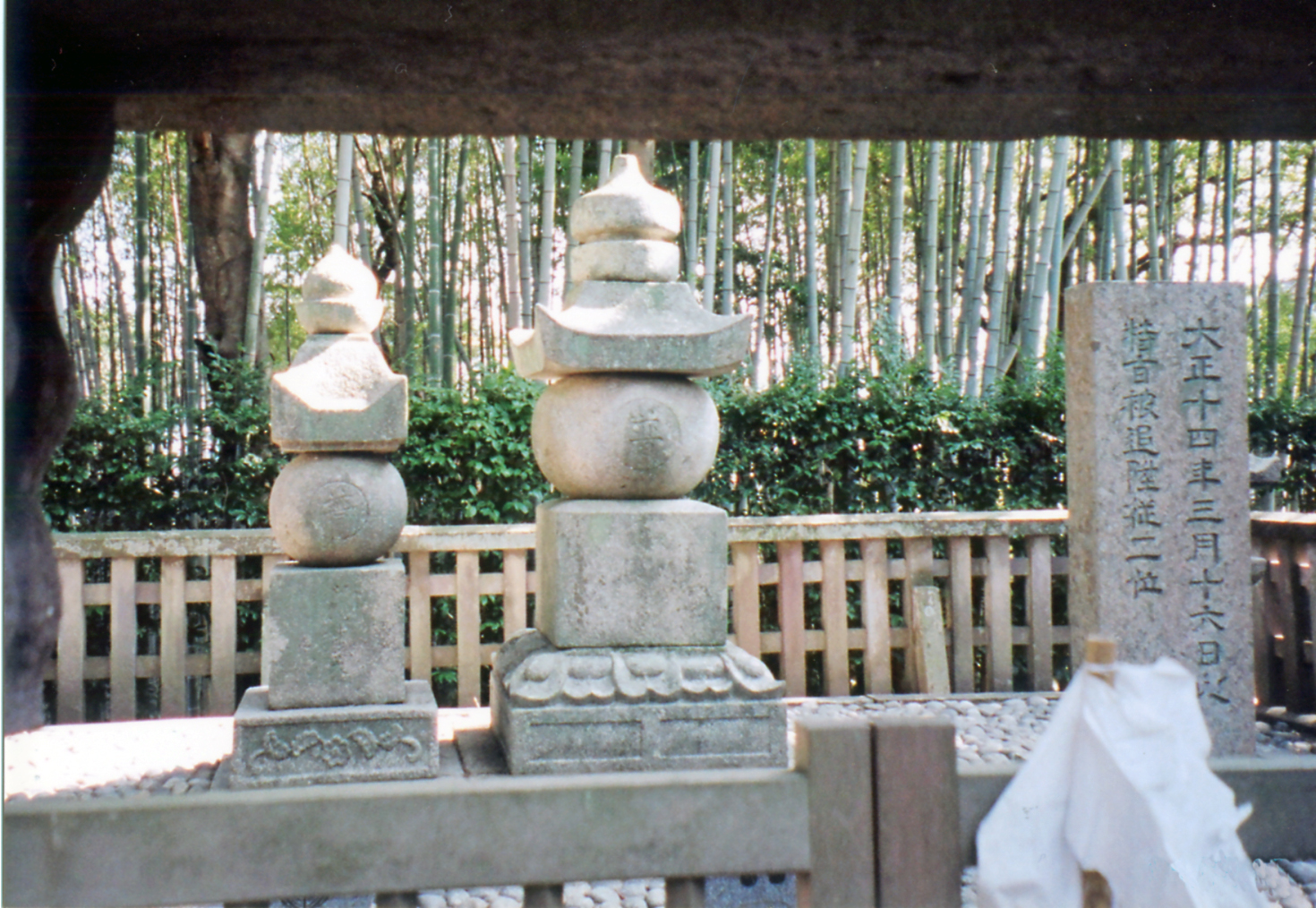
Tombe de Mori Terumoto, Gentenju-in, ville de Hagi, préfecture de Yamaguchi.
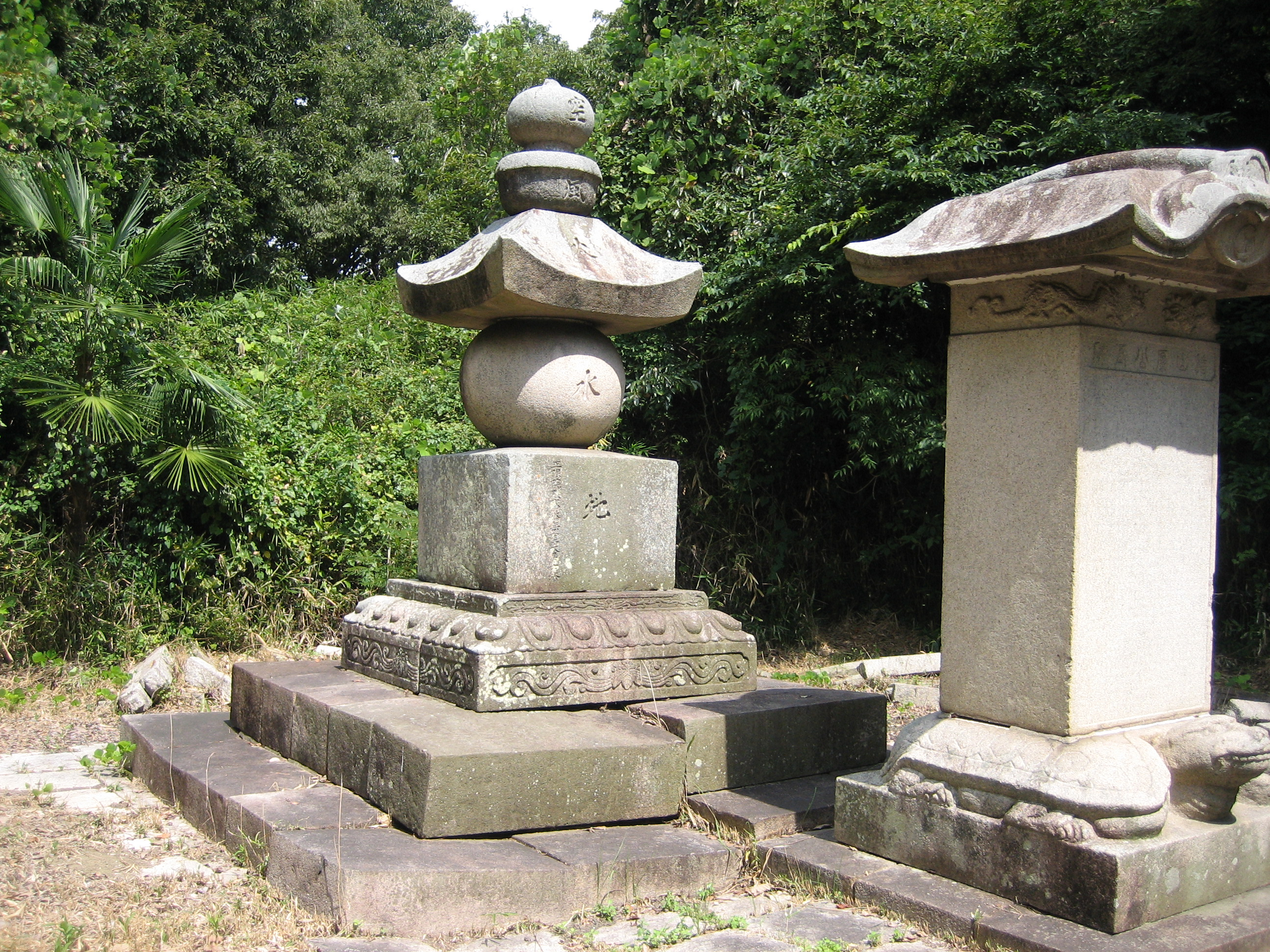
Tombe d'Akinori Matsudaira, sur le mont Keifukuji, près de Himeji

## Sources
- (en) « The Sotoba (Gorintō, Stupa) Explained », www.webcitation.org (consulté le 6 juin 2019).
- Iwanami Kōjien (広辞苑?) dictionnaire japonais, 6e édition, 2008, version DVD.